# Dietrich von Enschede
Dietrich von Enschede (* im 14. Jahrhundert; † 1361) war Domherr in Münster und Paderborn.

## Leben
Dietrich von Enschede entstammte einer ritterbürtigen Schöffenfamilie aus Groenlo im Achterhoek und erhielt am 10. Februar 1343 auf Bitte des Landgrafen Heinrich von Hessen eine päpstliche Zusage auf eine Dompräbende in Münster. Ebenso kam er auf Einwirken des Paderborner Bischofs Balduin von Steinfurt zu einem Kanonikat in Soest. 1358 findet er als Domscholaster in Paderborn urkundliche Erwähnung. In dieser Funktion oblag ihm die Leitung der Domschule. Nach seinem Tod im Jahre 1361 übertrug Bischof Balduin die frei gewordene Präbende an Christian von Bentheim.